# Matrimonio igualitario en Croacia
Croacia reconoce las parejas de hecho (en croata: životno partnerstvo) para parejas del mismo sexo a través de la Ley de Parejas Vitalicias, equiparando a las parejas del mismo sexo a las parejas casadas en casi todos sus aspectos. La Ley también reconoce y define las relaciones entre personas del mismo sexo no registradas como parejas de hecho informales, equiparándolas así a las parejas de hecho registradas después de haber convivido durante un mínimo de tres años. Croacia reconoció por primera vez a las parejas del mismo sexo en 2003 mediante una ley sobre uniones entre personas del mismo sexo no registradas, que luego fue reemplazada por la Ley de Parejas Vitalicias. El Parlamento croata aprobó la nueva ley el 15 de julio de 2014, que entró en vigor en dos etapas (5 de agosto de 2014 y 1 de septiembre de 2014). Tras un referéndum en 2013, la Constitución de Croacia ha limitado el matrimonio a parejas del sexo opuesto.

## Convivencia no registrada
En 2003, un año después del primer Orgullo Gay en Croacia, la entonces coalición gobernante, formada principalmente por partidos de centroizquierda, aprobó una ley sobre las uniones entre personas del mismo sexo. Inicialmente, la ley reconocía a las uniones registradas la mayoría de los derechos que disfrutaban las parejas heterosexuales, pero el derechista Partido Campesino Croata, que era el único partido de derecha de la coalición, amenazó con abandonar la coalición si insistían en esta versión de la ley. La ley otorga a las parejas del mismo sexo que han estado cohabitando durante al menos tres años derechos similares a los que disfrutan las parejas no casadas del sexo opuesto en términos de herencia y apoyo financiero, pero no el derecho a adoptar niños ni ningún otro derecho incluido en el derecho de familia. No se permite registrar dichas relaciones, ni se incluyen derechos en materia de impuestos, bienes comunes, seguros de salud, pensiones, etc.

## Unión registrada
A principios de 2006, el Parlamento croata rechazó un proyecto de ley de unión registrada propuesto por Šime Lučin (SDP) y el independiente Ivo Banac con 76 votos a favor, 22 en contra y 5 abstenciones. La diputada Lucija Čikeš, miembro del entonces gobernante HDZ, pidió que se abandonara la propuesta porque "todo el universo es heterosexual, desde un átomo y la partícula más pequeña, desde una mosca hasta un elefante". Otro diputado del HDZ objetó que "el 85% de la población se considera católica y la Iglesia está en contra de la igualdad entre heterosexuales y homosexuales". Los profesionales médicos y psicológicos no apoyaron estas declaraciones, argumentando que todos los miembros del Parlamento tienen el deber de votar de acuerdo con la Constitución de Croacia, que prohíbe la discriminación.

### Ley de Parejas Vitalicias
El 11 de mayo de 2012, el primer ministro croata, Zoran Milanović, anunció una mayor ampliación de los derechos de las parejas del mismo sexo. En ese momento no se sabía cuál de los términos conocidos como «unión civil» o «unión registrada» se utilizaría, pero era seguro que no se modificaría el derecho de familia croata para este fin, sino que se crearía una nueva ley que tratara sobre la se introduciría esta cuestión, lo que implicaría que no se utilizaría el término «matrimonio».
En el Día Internacional contra la Homofobia, la Transfobia y la Bifobia en 2012, grupos de derechos LGBT se reunieron con el ministro de Administración, Arsen Bauk, quien anunció nuevos cambios en las leyes existentes para ampliar los derechos LGBT, así como una nueva ley que regula las parejas del mismo sexo. El nombre de la ley en ese momento aún se desconocía, pero uno de los proyectos propuestos era Ley de Sociedades Vitalicias (en croata: Zakon o životnom partnerstvu). El Ministro Bauk también dijo que cree firmemente en la igualdad y que ningún político debería hacer concesiones, refiriéndose a varios políticos que han expresado su apoyo a la igualdad, pero están dispuestos a hacer concesiones porque la sociedad podría no estar preparada para ciertos cambios. Marko Jurčić de Zagreb Pride dijo que no les gustaba la idea de que estas parejas se llamaran "del mismo sexo" y preferían el término "pareja de por vida", abierto a todas las parejas, pero fue rechazado. Zagreb Pride, sin embargo, siguió siendo un firme partidario de la Ley de Parejas Vitalicias, co-redactó el proyecto de ley dentro del grupo de trabajo del gobierno y dirigió una campaña llamada "Es hora de las parejas vitalicias".
El Ministerio de Administración y el grupo de trabajo responsable de crear la ley se reunieron por primera vez el 6 de septiembre de 2012, con la expectativa de que la ley se presentara ante el Parlamento de Croacia en algún momento de 2013. El 16 de noviembre de 2012, el presidente del grupo de trabajo Jagoda Botički confirmó que las parejas del mismo sexo podrían inscribir sus relaciones en las oficinas de registro, al igual que las parejas heterosexuales, pero la ley no incluiría a las parejas heterosexuales. Dijo que el grupo estaba en el proceso de crear una lista de derechos con la ayuda de varios ministerios gubernamentales. Las asociaciones LGBT Iskorak y Kontra expresaron su satisfacción por el hecho de que sería posible la inscripción en las oficinas de registro, pero al mismo tiempo expresaron su decepción por el hecho de que las parejas del mismo sexo estén excluidas del derecho de familia, permitiendo así que la ley incluya menos derechos de lo esperado como resultado del comercio político y las concesiones. Esto afectaría especialmente a familias del mismo sexo con niños, ya que era el ámbito más controvertido para los opositores a la ley.
El 2 de agosto de 2013, Bauk confirmó que el nombre de la ley sería Ley de Sociedades Vitalicias, que el registro de las sociedades vitalicias sería idéntico al matrimonio y que la ley debería equiparar a las parejas del mismo sexo a las parejas casadas, aparte de las adopciones. Sin embargo, dijo que se está considerando la adopción de un hijastro. Los parlamentarios del Partido Popular Croata - Liberal Demócratas (HNS) apoyan la adopción total. El debate público sobre la ley se anunció para septiembre de ese año y la presentación de la ley ante el Parlamento a finales del mismo.
El 4 de noviembre de 2013 se publicó el primer borrador de la ley. Aunque no permitiría una adopción conjunta total, el compañero de vida de uno de los padres puede obtener una responsabilidad parental parcial, en algunos casos total, sobre el niño (similar a la adopción de un hijastro). La Ley también permite que el compañero de vida de un padre pueda convertirse en socio-tutor. Por tanto, la tutela de pareja es similar a la adopción de un hijastro. Aunque el proyecto no formaba parte del derecho de familia croata, hacía referencia a él y definía a las parejas del mismo sexo como familia. El borrador también prohibía cualquier discriminación presente y futura, y cada cambio futuro de la ley de familia con respecto al matrimonio debe incluir también las parejas de por vida.

[La Ley de Parejas Vitalicias] representa un compromiso democrático y crea condiciones que pondrán a disposición de las comunidades del mismo sexo todos los aparatos necesarios para construir una vida familiar basada en sentimientos de vínculo emocional íntimo y confianza mutua, al mismo tiempo que se expresa respeto hacia el apego actual de nuestros conciudadanos a la noción tradicional del matrimonio.
Arsen Bauk, entonces Ministro de Administración Pública

El 12 de diciembre de 2013, el Gobierno croata aprobó el proyecto de ley. El 29 de enero de 2014, el Comité Parlamentario de Derechos Humanos y de las Minorías Nacionales también lo aprobó, con 6 miembros a favor y 2 en contra (ambos miembros del HDZ). Cinco días antes de esta decisión, el Comité de Igualdad de Género también aceptó la ley. La decisión fue unánime, pero los miembros del HDZ estuvieron ausentes. El patrón fue seguido por todos los demás comités parlamentarios que tuvieron que aceptar el proyecto de ley. El proyecto de ley se presentó ante el Parlamento el 27 de febrero de 2014 y durante el debate público se hicieron sugerencias sobre cómo mejorar la ley, algunas de las cuales fueron aceptadas. El proyecto de ley pasó su segunda lectura el 10 de julio de 2014. El Parlamento aprobó la Ley de Sociedades Vitalicias en su lectura final el 15 de julio de 2014 con 89 votos a favor y 16 en contra. Se publicó en el boletín oficial el 28 de julio de 2014 y entró en vigor ocho días después (es decir, el 5 de agosto de 2014), excepto la parte sobre responsabilidad parental que entró en vigor el 1 de septiembre de 2014.
En septiembre de 2017, el Gobierno croata rechazó un proyecto de propuesta que habría cambiado la ley de familia croata para dar a las parejas acceso a prestaciones de bienestar social, porque solo incluía a las parejas casadas y no a las parejas de hecho. El borrador fue finalmente retirado tras las protestas de organizaciones y activistas. Sanja Baric, profesora de la Universidad de Rijeka, dijo al Balkan Insight que si la ley hubiera establecido una definición tan estrecha de familia, una revisión constitucional probablemente la habría revocado. Citó múltiples sentencias del Tribunal Europeo de Derechos Humanos que han definido a la familia como personas solteras con hijos, parejas del mismo sexo y abuelos con nietos, entre otros tipos de familias. En noviembre de 2017, el Ministerio de Demografía, Familia, Juventud y Política Social incluyó en el borrador a los compañeros de vida.

#### Socios y asociaciones extranjeras
Según los artículos 73, 74 y 75 de la Ley de parejas de hecho, los matrimonios y las parejas del mismo sexo celebrados en el extranjero se reconocen como parejas de hecho en Croacia (tanto dentro como fuera de la Unión Europea). Esto también incluye las relaciones entre personas del mismo sexo no registradas en las que las parejas han convivido durante un mínimo de 3 años. Se les reconoce como parejas de vida informales. Además, las parejas en las que al menos uno de los miembros es ciudadano de la Unión Europea (UE) pueden formar parejas de por vida en Croacia, incluso si su país no reconoce las relaciones entre personas del mismo sexo. En caso de que decidan trasladarse a otro país de la UE que reconozca las parejas del mismo sexo o los matrimonios entre personas del mismo sexo, sus parejas de hecho serán reconocidas de acuerdo con la legislación de ese país, respetando el derecho de los ciudadanos de la UE y de sus familiares a circular y residir libremente dentro del territorio de los Estados miembros. Las parejas en las que ambos miembros de la pareja son ciudadanos de un país no perteneciente a la UE también pueden formar parejas de por vida en Croacia. Según los expertos en derecho, esto convierte la Ley de Parejas Vitalicias en una de las leyes sobre parejas del mismo sexo más liberales de Europa.

#### Estadísticas
La primera pareja de hecho se registró en Zagreb entre dos hombres el 5 de septiembre de 2014. También estuvo presente el ministro de Administración, Arsen Bauk, que entregó a los socios dos corbatas como regalo del Estado croata. La segunda pareja vitalicia tuvo lugar en Split el 18 de septiembre de 2014.
A mediados de diciembre de 2014, la información publicada mostraba que desde septiembre de 2014 se habían celebrado en el país entre 30 y 40 parejas de hecho: 22 en Zagreb, 3 en Rijeka, 2 en Split y 2 en Rovinj, mientras que otras tuvieron lugar en Pazin y Opatija. En la mayoría de las asociaciones, ambos socios eran ciudadanos croatas, pero había algunas asociaciones en las que uno de los socios era ciudadano de otro país, como el Reino Unido, Austria, Eslovenia, Japón, Italia, Serbia y Bosnia y Herzegovina. En el momento en que se publicó esta información, no se había producido ninguna sociedad en la que ambos socios fueran ciudadanos extranjeros. El 20 de febrero de 2015, se informó que la primera unión vitalicia en la que ambos socios eran ciudadanos extranjeros había tenido lugar en Osijek entre dos mujeres macedonias. Esta fue la primera pareja vitalicia en esa ciudad y también la número 40 en Croacia.
Otras ciudades que han tenido parejas de por vida son Kastav, Dubrovnik, Pula, Koprivnica, Opatija, Pakrac, Vukovar, Zadar, Ludbreg, Ivanska, Nova Rača, Nova Gradiška, Poreč, Umag y Buje. Hasta mayo de 2015, solo se había producido una disolución de la sociedad.
Según el Ministerio de Administración, sólo en 2015 se celebraron 72 parejas de hecho. 38 de ellos fueron para parejas masculinas y 34 para parejas femeninas. 47 de ellos se llevaron a cabo en la ciudad de Zagreb, 7 en el condado de Primorje-Gorski Kotar, 4 en cada uno de los condados de Osijek-Baranja, Istria y Split-Dalmacia, 2 en el condado de Varaždin y 1 en cada uno de los condados de Dubrovnik-Neretva y Vukovar, el condado de Srijem, el condado de Šibenik-Knin y el condado de Krapina-Zagorje. En 44 casos, ambos cónyuges eran ciudadanos croatas, en 22 uno de ellos era un ciudadano extranjero y en 3 casos ambos eran ciudadanos extranjeros.
El 23 de septiembre de 2016 se informó que se había producido la primera unión vitalicia entre reclusos. La ceremonia se celebró en la ciudad de Gospić.

## Matrimonio igualitario
Muchos partidos políticos y políticos han expresado su apoyo al matrimonio entre personas del mismo sexo en Croacia. En particular, los diputados del SDP, HNS, HSLS, la Lista Verde y el Partido Laborista, así como Vesna Pusić y Mirela Holy y el expresidente croata Ivo Josipović. En mayo de 2013, un grupo conservador de iniciativa civil "En nombre de la familia" recogió más de 700 000 firmas para un referéndum que definiría constitucionalmente el matrimonio como "la unión entre una mujer y un hombre".  Necesitaban un mínimo de 450 000 firmas, que representaban el 10% de los votantes registrados. El Gobierno de Kukuriku desaprobó el posible referéndum, acusando a la Iglesia de ser la principal fuerza detrás de la iniciativa. La Iglesia católica desempeñó un papel importante en la recogida de firmas, ya que muchos voluntarios se apostaron frente a las iglesias. El Gobierno también argumentó que la cuestión del referéndum era, de hecho, inconstitucional. La iniciativa dividió a la sociedad croata y abrió muchas cuestiones jurídicas, como la reforma de la ley sobre referendos. Según la ley actual, la participación no es una condición para el éxito del referéndum, lo que permite que una minoría de votantes cambie la Constitución. El hecho de que el matrimonio se defina como la unión entre una mujer y un hombre no impide que el Gobierno amplíe los derechos a las parejas del mismo sexo e iguale sus relaciones con el matrimonio, planteando así dudas sobre el propósito del referéndum. Según una encuesta que incluyó a 1300 personas, el 55,3% de ellas apoyó la iniciativa y el 31,1% no. El presidente croata, Ivo Josipović, condenó el referéndum.
El Parlamento votó a favor de no presentar la propuesta de referéndum ante el Tribunal Constitucional. Sin embargo, una vez que el Parlamento fijó la fecha del referéndum, todos los ciudadanos croatas tuvieron derecho a hacerlo. Así, tres ONG (Zagreb Pride, Center For Civil Courage y CroL) presentaron su caso ante el Tribunal. El Tribunal Constitucional no falló a su favor, afirmando que no había fundamento legal para prohibir el referéndum. Sin embargo, el Tribunal fue claro al afirmar que definir el matrimonio como una unión entre una mujer y un hombre no debe tener ningún efecto negativo en las leyes futuras relativas a parejas del mismo sexo o parejas no casadas de sexos opuestos. La ex primera ministra conservadora, exmiembro del derechista HDZ y ahora diputada independiente, Jadranka Kosor votó a favor de presentar la propuesta ante el Tribunal Constitucional y votó en contra del cambio constitucional propuesto. Esta declaración no estaba en consonancia con sus opiniones anteriores sobre la homosexualidad y los matrimonios entre personas del mismo sexo. Era conocida por estar en contra de la ampliación de los derechos de las parejas del mismo sexo en el pasado y fue votada como la "homófoba del año" en 2010 después de afirmar que la homosexualidad no es natural y que los matrimonios entre personas del mismo sexo nunca deberían ser legales. Sin embargo, apoya la Ley de Sociedades Vitalicias.
Hubo mucha resistencia al referéndum en Croacia, y algunos medios de comunicación, como el diario Jutarnji list, donaron su espacio publicitario a varias organizaciones que se oponían al referéndum. Además de figuras públicas muy conocidas que se opusieron abiertamente al referéndum, dos organizaciones religiosas también se opusieron públicamente a él: la comunidad judía de Zagreb y una iglesia luterana. Artistas croatas populares, entre ellos Severina, TBF y Let 3, organizaron un concierto que reunió a miles de personas en apoyo al matrimonio igualitario en la Plaza Ban Jelačić. Psicólogos y estudiantes de psicología croatas organizaron una petición en apoyo del matrimonio entre personas del mismo sexo. El 30 de noviembre de 2013, un día antes del referéndum, alrededor de mil personas marcharon en la ciudad de Zagreb en apoyo al matrimonio igualitario. También se llevaron a cabo marchas de apoyo en Pula, Split y Rijeka que reunieron a cientos de personas.
El referéndum tuvo lugar el 1 de diciembre de 2013. El 65,87% votó a favor del cambio constitucional y el 33,51% votó en contra. La participación fue baja; sólo participó el 37,9% de la gente. Sin embargo, no todos los condados votaron a favor de la enmienda. Istria y Primorje-Gorski Kotar votaron en contra, con un 58,23% y un 53,30% respectivamente. En el caso de las ciudades más grandes, Rijeka votó en contra con un 59,27% y Pula con un 63,64%. La mayoría de las ciudades de estos dos condados votaron en contra, siendo Labin la más alta con un 70,97%. Respecto a las ciudades fuera de estos dos condados, Varaždin y Čakovec también votaron en contra con un 56,94% y un 58,95% respectivamente. Zagreb votó un 55,90% a favor y un 43,50% en contra; siendo los votos restantes nulos.
El artículo 61 ahora dice:

La familia gozará de especial protección del Estado. El matrimonio es una unión viva entre un hombre y una mujer. El matrimonio y las relaciones jurídicas en el matrimonio, la unión de hecho y la familia se regirán por la ley.

Después del referéndum, el Gobierno croata, con el apoyo de algunos partidos de la oposición, comenzó a trabajar en cambios a la Constitución y al proceso del referéndum. La sección relativa a los referendos definiría claramente qué cuestiones pueden o no ser objeto de referendos. Además, si los ciudadanos quieren cambiar la Constitución, la participación debe ser superior al 50%. Los cambios constitucionales actualmente requieren el apoyo de dos tercios de los parlamentarios. El presidente croata, Ivo Josipović, sugirió que la Constitución también debería proteger otras formas de vida familiar fuera del matrimonio para contrarrestar la injusticia creada por el referéndum sobre el matrimonio, pero su propuesta fue rechazada. En mayo de 2018, el Partido Socialdemócrata lanzó una iniciativa para modificar la Constitución para evitar referendos diseñados para "reducir los derechos y libertades civiles fundamentales".
En abril de 2018, el Parlamento croata ratificó (en una votación de 110 a 30) el Convenio del Consejo de Europa sobre prevención y lucha contra la violencia contra las mujeres y la violencia doméstica (también conocido como Convenio de Estambul). El tratado tiene como objetivo salvaguardar los derechos de las mujeres contra la violencia doméstica, proteger a las víctimas de la violencia doméstica y procesar a los infractores. Grupos de derecha y la Iglesia católica se opusieron a la ratificación, creyendo erróneamente que legalizaría el matrimonio entre personas del mismo sexo.

## Paternidad LGBT
La adopción plena (tanto de hijastros como de adopciones conjuntas) para parejas del mismo sexo en Croacia es legal desde 2022, y una sola persona, independientemente de su orientación sexual, puede adoptar. La Ley de Parejas Vitalicias implementada en 2014 también reconoce una institución similar a la adopción de hijastros llamada "tutela de pareja" (en croata: partnerska skrb). A las parejas del mismo sexo se les permite acoger en hogares de guarda desde 2020.
Un compañero de vida que no es el padre biológico del hijo o hijos de su pareja puede adquirir responsabilidades parentales de forma temporal o permanente. Durante una pareja de hecho, los padres pueden confiar temporalmente la patria potestad a su compañero de vida, que no es el padre biológico. Si esos derechos duran más de 30 días, la decisión deberá certificarse ante el abogado. En esta situación, mientras duren los derechos de los padres, el padre y la pareja deben ponerse de acuerdo sobre decisiones importantes para el bienestar del niño. En caso de disolución de una pareja de hecho, la pareja que no es el padre biológico puede mantener relaciones personales con el niño o los niños, si el tribunal decide que es lo mejor para ellos. La tutela de pareja es una institución creada dentro de la Ley de Sociedades Vitalicias que permite a un compañero vitalicio que no es el padre biológico obtener derechos parentales permanentes, y es similar a la adopción de hijastros. Esa relación entre la pareja de hecho que no es uno de los padres y el niño puede establecerse bajo dos condiciones; si el padre del niño o los niños ha fallecido, bajo la condición de que un segundo padre también haya fallecido, o sus derechos de paternidad hayan terminado debido a abuso infantil. Alternativamente, si uno de los padres está vivo, pero se desconoce el segundo padre, ha fallecido o se han terminado sus derechos de paternidad, el compañero de vida que no es el padre biológico puede convertirse en socio-tutor si el tribunal decide a su favor. Tanto los compañeros de vida formales como los informales son elegibles para la tutela de pareja. La pareja-tutor recibe plena responsabilidad parental, como en el caso de la adopción de hijastros, y está inscrito en el certificado de nacimiento del niño como su pareja-tutor. La tutela de pareja es una relación permanente de pariente más cercano con todos los derechos, responsabilidades e impactos legales como la de un padre y un niño. El 13 de julio de 2015 se informó que se había concedido el primer caso de tutela de pareja.

### Historia
En mayo de 2012, la vice primera ministra y ministra de Política de Bienestar Social y Juventud, Milanka Opačić, expresó su apoyo a la crianza de los hijos LGBT y dijo que Croacia debería progresar hasta el punto en que sea aceptable y tolerado "pero no todavía, ya que la situación actual podría conducir a la discriminación". de niños de esas familias", abogando por un enfoque paso a paso en relación con los derechos LGBT. Sin embargo, sus declaraciones no fueron bien recibidas por algunas ONG que afirmaron que en Croacia ya hay niños que viven con familias del mismo sexo y que esas familias están desesperadas por soluciones legales a sus problemas cotidianos; "Así que no debería perpetuar políticas discriminatorias, sino más bien ayudar a crear soluciones aceptables y luchar contra la discriminación". Vesna Pusić lleva mucho tiempo apoyando la paternidad LGBT plena. En julio de 2012, el ministro de Veteranos de Guerra y miembro del SDP, Predrag Matić, también expresó su apoyo a la adopción y dijo que la sociedad no debería vacilar en la consecución de la igualdad de derechos debido a la presión de los círculos radicales y de derecha. Esto se consideró un paso importante teniendo en cuenta que las asociaciones de veteranos de guerra suelen estar asociadas con la derecha política. El ministro de Economía, Ivan Vrdoljak, afirmó que debería permitirse la adopción y expresó su esperanza de que el Gobierno de Kukuriku la introduzca al final de su mandato, que expiró en 2015.
En julio de 2014, el Gobierno aprobó la Ley de Sociedades Vitalicias con el voto favorable de una mayoría de diputados del Parlamento croata. Por primera vez en Croacia, esto equiparó a las parejas no casadas del sexo opuesto a las parejas casadas, incluso en adopción. Algunos vieron esto como el primer paso hacia el pleno derecho de adopción, a pesar de que la Ley de Parejas Vitalicias no forma parte del derecho de familia croata. La abogada Sanja Bezbradica Jelavić y la profesora de la Universidad de Rijeka Sanja Barić señalaron que el Tribunal Europeo de Derechos Humanos no sugiere que las parejas del mismo sexo tengan que ser iguales a las parejas casadas, pero sí sugiere que deben ser iguales a parejas no casadas. Se refirieron al caso X y otros contra Austria, en el que el tribunal decidió que la pareja en una unión del mismo sexo tiene derecho a adoptar al hijo biológico de su pareja, como lo mismo era posible para las parejas no casadas del sexo opuesto. Señalaron que, siguiendo esta decisión y lógica, es sólo cuestión de tiempo hasta que a las parejas del mismo sexo se les permita adoptar plenamente en Croacia. Son posibles dos opciones; esta cuestión puede presentarse ante el Tribunal Constitucional y, si esto no tiene éxito, el siguiente paso sería el Tribunal Europeo de Derechos Humanos, que emitiría una decisión vinculante para Croacia. El Ministro de Administración, Arsen Bauk, ha declarado que el Gobierno no tiene intención de modificar por el momento la Ley de Sociedades Vitalicias y que dejaría esta cuestión para futuros debates parlamentarios.
En mayo de 2017, se informó que una pareja de hombres en una pareja de hecho había presentado una demanda después de que se le negara la capacidad de acoger a un niño, basándose en el hecho de que la ley croata no otorga a las parejas de por vida plenos derechos de adopción. Anteriormente, la pareja había completado con éxito un curso que preparaba a padres potenciales para la adopción. A pesar de que Croacia no otorga explícitamente plenos derechos de adopción a las parejas en las sociedades vitalicias, la pareja y su abogada, Sanja Bezbradica Jelavić, argumentaron que la Ley de Sociedades Vitalicias y el Código de Familia establecen específicamente que las parejas en uniones de por vida deben ser iguales a las parejas casadas. Además, la ley establece que todas las cuestiones relativas a los niños que no estén definidas por la institución tutora asociada se regirán por el Código de Familia. La pareja y su abogado también confirmaron que, en caso de un veredicto insatisfactorio, llevarían su caso ante el Tribunal Europeo de Derechos Humanos. La pareja llevó su caso ante un tribunal administrativo y el 20 de diciembre de 2019 el tribunal falló a su favor. El Tribunal Administrativo de Zagreb dictaminó que la pareja tiene derecho a ser padres adoptivos. Su abogada Sanja Bezbradica Jelavić declaró: "La decisión del tribunal es vinculante y no se permite apelación, por lo que esta sentencia es definitiva. La decisión escrita aún no ha llegado, pero como se indicó durante el anuncio, el tribunal aceptó nuestro argumento en la demanda, basado en las regulaciones croatas y la Convención Europea de Derechos Humanos. Como resultado, el tribunal ordenó a las agencias gubernamentales pertinentes que implementaran la nueva decisión de acuerdo con la sentencia". La decisión se adoptó tras la introducción de la Ley de Acogida (en croata: Zakon o udomiteljstvu) en diciembre de 2018, que excluía a las parejas del mismo sexo.

## Opinión pública
El Eurobarómetro de 2015 encontró que el 37% de los croatas pensaba que el matrimonio entre personas del mismo sexo debería permitirse en toda Europa. Una encuesta del Pew Research Center realizada en 2015-16 encontró que el 31% de los croatas apoyaban el matrimonio entre personas del mismo sexo, y el 64% se oponía. El Eurobarómetro de 2019 encontró que el 39% de los croatas pensaba que el matrimonio entre personas del mismo sexo debería permitirse en toda Europa, mientras que el 55% estaba en contra.
La encuesta del Eurobarómetro de 2023 mostró que el apoyo al matrimonio entre personas del mismo sexo en Croacia ha aumentado al 42%, y el 51% todavía se opone. Al mismo tiempo, el 35% de los encuestados estuvo de acuerdo con la afirmación de que "las personas lesbianas, gays y bisexuales deberían tener los mismos derechos que las personas heterosexuales (matrimonio, adopción, patria potestad)", mientras que el 60% seguía en contra.